# 中川佐和子
中川 佐和子（なかがわ さわこ、1954年11月5日 - ）は、日本の歌人。兵庫県西宮市出身。神奈川県横浜市在住。「未来」選者・編集委員、横浜歌人会会員、神奈川県歌人会会員。

## 来歴
兵庫県西宮市に生まれ、芦屋市で育つ。芦屋市立精道小学校卒業後、甲南中学校時代に父の転勤により東京都世田谷区に転居。祖母と叔母が「女人短歌」の会員であったことから、その機関誌を読んで短歌を知る。
早稲田大学第一文学部日本文学科卒業。20代半ばの頃に国文社現代歌人文庫の河野愛子歌集と出会って作歌を始め、1984年に「未来」に入会、河野愛子に師事。河野没後は大島史洋選歌欄に投歌。天安門事件を題材とした歌で、1989年度朝日歌壇賞受賞。1992年、「夏木立」50首で第38回角川短歌賞受賞。
1993年に第一歌集『海に向く椅子』を出版、岡井隆の歌会に参加する。1995年、「未来」編集委員。2000年、評論集「河野愛子論」で第10回河野愛子賞受賞。2003年、NHK学園短歌講座専任講師就任。2014年、第五歌集『春の野に鏡を置けば』で第22回ながらみ書房出版賞受賞。同年10月より、歌誌「未来」選者に就任。2018年、第六歌集『花桃の木だから』で第37回神奈川県歌人会優良歌集賞受賞。

## 著書

### 歌集
- 海に向く椅子 角川書店 (1993年) ISBN 978-4048714129
- 卓上の時間 角川書店 (1999年) ISBN 978-4048718127
- 朱砂色の歳月 砂子屋書房 (2003年) ISBN 978-4790407492
- 霧笛橋(角川短歌叢書) 角川書店 (2007年) ISBN 978-4046217264
- 春の野に鏡を置けば ながらみ書房（2013年）ISBN 978-4860238285
- 花桃の木だから 角川書店（2017年）ISBN 978-4048764698

### 選集
- 中川佐和子集(セレクション歌人 22) 邑書林 (2004年) ISBN 978-4897094441
- 中川佐和子歌集(現代短歌文庫(80)) 砂子屋書房 (2010年) ISBN 978-4790412205

### 評論集・入門書など
- 河野愛子論－死の思索性、エロスの思想性 評論 砂子屋書房 (1999年)
- 30日のドリル式 初心者にやさしい短歌の練習帳（2016年）ISBN 978-4262145488